# ASP World Tour de 2013
O Circuito Mundial de Surfe de 2013 ou WCT de Surfe foi uma competição mundial de surfe levada a cabo pela Associação dos Profissionais de Surfe. Homens e mulheres competiram em tours diferentes com eventos que tomaram lugar em diferentes locais entre os meses de março a dezembro.
O australiano Mick Fanning tornou-se tricampeão mundial, superando o estadunidense Kelly Slater e o australiano Joel Parkinson.
A havaiana Carissa Moore torna-se bicampeã mundial.

## Pontuação
O Circuito Mundial de Surfe (WT) masculino é composto por 34 surfistas. A cada etapa, o grupo que compõe a elite da modalidade se junta a outros dois surfistas convidados ou que se classificaram por uma triagem (torneio qualificatório), em um total de 36 atletas.
No fim do ano, os surfistas que terminarem entre os 22 primeiros do ranking mundial se mantêm na elite na temporada seguinte. Eles ganham a companhia dos 10 melhores da Divisão de Acesso (WQS), além de dois atletas convidados, que se machucaram durante o ano (wild card).
O Circuito Mundial de Surfe (WT) feminino é composto por 17 surfistas. A cada etapa, o grupo que compõe a elite da modalidade se junta a outra surfista convidada ou que se classificou por uma triagem (torneio qualificatório), em um total de 18 atletas.
As 10 melhores colocadas do último ano permanecem. Elas ganham a companhia das 6 competidoras classificadas através da etapa mundial feminina da Divisão de Acesso (WQS). E apenas uma surfista recebe o “wild card”.
Tal como em outros campeonatos de etapas, cada etapa ofereceu determinada pontuação para os competidores segundo sua colocação. O surfista que ao final da última etapa da temporada conquistasse o maior número de pontos na somatória de todas as etapas, desprezando os dois piores resultados, tornar-se-ia campeão mundial na respectiva categoria. No circuito feminino foi descartado apenas o pior resultado.

### Masculino
Neste ano, a pontuação adotada para o ranking masculino foi a seguinte:
| Posição | 1º     | 2º    | 3º    | 5º    | 9º    | 13º   | 25º | INJ |
| Pontos  | 10.000 | 8.000 | 6.500 | 5.200 | 4.000 | 1.750 | 500 | 500 |

- 1º colocado (campeão) - 10.000 pontos
- 2º colocado (vice-campeão) - 8.000
- 3º colocado (eliminado nas semifinais) - 6.500
- 5º colocado (eliminado nas quartas de final) - 5.200
- 9º colocado (eliminado na 5ª fase) - 4.000
- 13º colocado (eliminado na 3ª fase) - 1.750
- 25º colocado (eliminado na 2ª fase) - 500
- INJ (lesionado) - 500 pontos (quando o atleta não compete em uma etapa por causa de uma lesão)

### Feminino
Neste ano, a pontuação adotada para o ranking feminino foi a seguinte:
| Posição | 1º     | 2º    | 3º    | 5º    | 9º    | 13º   | INJ   |
| Pontos  | 10.000 | 8.000 | 6.500 | 5.200 | 3.300 | 1.750 | 1.750 |

- 1ª colocada (campeã) - 10.000 pontos
- 2ª colocada (vice-campeã) - 8.000
- 3ª colocada (eliminada nas semifinais) - 6.500
- 5ª colocada (eliminada nas quartas de final) - 5.200
- 9ª colocada (eliminada na 5ª fase) - 4.000
- 13ª colocada (eliminada na 3ª fase) - 1.750
- INJ (lesionada) - 1750 pontos (quando a atleta não compete em uma etapa por causa de uma lesão)

## Calendário de provas

### Tour masculino
| Evento | Nome do evento            | Local              | Data                          | Vencedor         |
| ------ | ------------------------- | ------------------ | ----------------------------- | ---------------- |
| 1      | Quiksilver Pro Gold Coast | Austrália          | 2 - 12 de março               | Kelly Slater     |
| 2      | Rip Curl Pro Bells Beach  | Austrália          | 27 de março - 7 de abril      | Adriano de Souza |
| 3      | Billabong Rio Pro         | Brasil             | 9 - 19 de maio                | Jordy Smith      |
| 4      | Volcom Fiji Pro           | Fiji               | 2 - 14 de junho               | Kelly Slater     |
| 5      | Oakley Pro Bali           | Indonésia          | 18 - 29 de junho              | Joel Parkinson   |
| 6      | Billabong Pro Teahupoo    | Polinésia Francesa | 15 - 26 de agosto             | Adrian Buchan    |
| 7      | Hurley Pro Trestles       | Estados Unidos     | 15 - 21 de setembro           | Taj Burrow       |
| 8      | Quiksilver Pro France     | França             | 27 de setembro - 7 de outubro | Mick Fanning     |
| 9      | Rip Curl Pro Portugal     | Portugal           | 7 - 17 de outubro             | Kai Otton        |
| 10     | Billabong Pipe Masters    | Havaí              | 8 - 20 de dezembro            | Kelly Slater     |

Fonte

### Tour feminino
| Evento | Nome do evento                        | Local          | Data                     | Vencedor          |
| ------ | ------------------------------------- | -------------- | ------------------------ | ----------------- |
| 1      | Roxy Pro Gold Coast                   | Austrália      | 2 - 13 de março          | Tyler Wright      |
| 2      | Drug Aware Margaret River Women's Pro | Austrália      | 16 - 24 de abril         | Carissa Moore     |
| 3      | Rip Curl Women's Pro Bells Beach      | Austrália      | 27 de março - 1 de abril | Carissa Moore     |
| 4      | TSB Bank NZ Surf Festival             | Nova Zelândia  | 8 - 14 de maio           | Courtney Conlogue |
| 5      | Colgate Plax Girls Rio Pro            | Brasil         | 7 - 18 de maio           | Tyler Wright      |
| 6      | Vans US Open of Surfing               | Estados Unidos | 22 - 28 de julho         | Carissa Moore     |
| 7      | Roxy Pro France                       | França         | 24 - 30 de setembro      | Sally Fitzgibbons |
| 8      | EDP Cascais Girls Pro                 | Portugal       | 3 - 7 de outubro         | Carissa Moore     |

Fonte

## Resultados dos Circuitos

### Ranking masculino
| Posição | Surfista             | WCT 1 (Detalhes) | WCT 2 (Detalhes) | WCT 3 (Detalhes) | WCT 4 (Detalhes) | WCT 5 (Detalhes) | WCT 6 (Detalhes) | WCT 7 (Detalhes) | WCT 8 (Detalhes) | WCT 9 (Detalhes) | WCT 10 (Detalhes) | Pontos | Prêmio   |
| ------- | -------------------- | ---------------- | ---------------- | ---------------- | ---------------- | ---------------- | ---------------- | ---------------- | ---------------- | ---------------- | ----------------- | ------ | -------- |
| 1       | Mick Fanning         | 3º               | 5º               | 3º               | 2º               | 5º               | 3º               | 9º               | 1º               | 5º               | 3º                | 54,400 | $233,000 |
| 2       | Kelly Slater         | 1º               | 13º              | 5º               | 1º               | 9º               | 2º               | 13º              | 5º               | 25º              | 1º                | 54,150 | $322,500 |
| 3       | Joel Parkinson       | 2º               | 13º              | 13º              | 5º               | 1º               | 9º               | 13º              | 3º               | 3º               | 3º                | 48,450 | $211,500 |
| 4       | Jordy Smith          | 13º              | 3º               | 1º               | 5º               | 13º              | 9º               | 3º               | 9º               | 5º               | INJ               | 43,150 | $206,000 |
| 5       | Taj Burrow           | 5º               | 3º               | 9º               | 9º               | 5º               | 25º              | 1º               | 9º               | 9º               | 13º               | 42,900 | $217,000 |
| 6       | Julian Wilson        | 5º               | 13º              | 13º              | 13º              | 5º               | 5º               | 2º               | 5º               | 5º               | 5º                | 40,950 | $144,500 |
| 7       | Kai Otton            | 13º              | 5º               | 13º              | 13º              | 13º              | 3º               | 5º               | 5º               | 1º               | 9º                | 39,600 | $184,500 |
| 8       | Nat Young            | 13º              | 2º               | 9º               | 9º               | 3º               | 25º              | 13º              | 25º              | 2º               | 9º                | 38,000 | $148,000 |
| 9       | Josh Kerr            | 13º              | 9º               | 13º              | 5º               | 3º               | 5º               | 5º               | 25º              | 3º               | 13º               | 36,100 | $126,000 |
| 10      | John John Florence   | 13º              | INJ              | INJ              | 3º               | 9º               | 5º               | 25º              | 5º               | 9º               | 2º                | 35,150 | $117,500 |
| 11      | C.J. Hobgood         | 13º              | 9º               | 13º              | 3º               | 5º               | 9º               | 9º               | 25º              | 5º               | 9º                | 34,650 | $121,000 |
| 12      | Michel Bourez        | 3º               | 25º              | 9º               | 25º              | 2º               | 25º              | 3º               | 9º               | 13º              | 13º               | 33,000 | $131,500 |
| 13      | Adriano de Souza     | 25º              | 1º               | 2º               | 25º              | 9º               | 25º              | 9º               | 13º              | 13º              | 13º               | 31,750 | $190,000 |
| 14      | Gabriel Medina       | 13º              | 13º              | 3º               | 25º              | 13º              | 13º              | 13º              | 2º               | 25º              | 13º               | 25,000 | $120,000 |
| 15      | Filipe Toledo        | 13º              | 5º               | 5º               | 25º              | 13º              | 25º              | 13º              | 3º               | 13º              | 25º               | 24,400 | $107,000 |
| 16      | Sebastian Zietz      | 13º              | 13º              | 5º               | 5º               | 13º              | 25º              | 13º              | 13º              | 13º              | 5º                | 24,350 | $106,000 |
| 17      | Adrian Buchan        | 25º              | 9º               | 5º               | 25º              | 13º              | 1º               | 25º              | 13º              | 25º              | INJ               | 24,200 | $152,000 |
| 18      | Jeremy Flores        | 9º               | 13º              | 13º              | 9º               | 13º              | 9º               | 13º              | 13º              | 25º              | 9º                | 23,000 | $101,500 |
| 19      | Miguel Pupo          | INJ              | INJ              | 13º              | 13º              | 13º              | 13º              | 25º              | 13º              | 9º               | 5º                | 18,450 | $80,000  |
| 20      | Freddy Patacchia Jr. | INJ              | INJ              | INJ              | 13º              | 9º               | 5º               | 13º              | 13º              | 13º              | 13º               | 18,450 | $71,500  |
| 21      | Bede Durbidge        | 5º               | 13º              | 13º              | 25º              | 25º              | 13º              | 13º              | 25º              | 13º              | 13º               | 16,200 | $93,000  |
| 22      | Matt Wilkinson       | 5º               | 25º              | 25º              | 13º              | 13º              | 13º              | 25º              | 25º              | 9º               | 25º               | 15,950 | $93,500  |
| 23      | Brett Simpson        | 25º              | 25º              | 13º              | 13º              | 25º              | 25º              | 13º              | 9º               | 25º              | 25º               | 14,750 | $91,500  |
| 23      | Adam Meeling         | 9º               | 25º              | 25º              | 25º              | 25º              | 13º              | 9º               | 25º              | 13º              | 13º               | 14,750 | $91,000  |
| 25      | Travis Logie         | 9º               | 25º              | 13º              | 13º              | INJ              | 25º              | 5º               | 25º              | 25º              | 25º               | 14,700 | $85,000  |
| 26      | Kolohe Andino        | 25º              | 13º              | 13º              | 9º               | 25º              | 25º              | 13º              | 13º              | 25º              | 25º               | 12,500 | $88,500  |
| 27      | Patrick Gudauskas    | 25º              | 25º              | 13º              | -                | -                | 25º              | 5º               | 13º              | 25º              | 13º               | 12,450 | $74,000  |
| 27      | Yadin Nicol          | -                | -                | 25º              | 13º              | 13º              | 13º              | 25º              | 25º              | 25º              | 5º                | 12,450 | $73,500  |
| 29      | Damien Hobgood       | 25º              | 13º              | 25º              | 13º              | 13º              | 13º              | 25º              | 25º              | 13º              | 25º               | 10,250 | $85,000  |
| 29      | Alejo Muniz          | 13º              | 13º              | 25º              | 25º              | 25º              | 25º              | 13º              | 13º              | 13º              | 25º               | 10,250 | $85,000  |
| 31      | Kieren Perrow        | 25º              | 25º              | 25º              | 13º              | 25º              | 13º              | 25º              | 13º              | 13º              | 37º               | 10,250 | $84,000  |
| 32      | Dusty Payne          | 13º              | 13º              | 25º              | 25º              | 25º              | INJ              | INJ              | INJ              | INJ              | 13º               | 7,750  | $51,000  |
| 33      | Glenn Hall           | 25º              | 25º              | 9º               | 25º              | INJ              | INJ              | INJ              | INJ              | INJ              | INJ               | 7,500  | $36,500  |
| 34      | Raoni Monteiro       | 25º              | 9º               | 25º              | INJ              | INJ              | 25º              | -                | 25º              | -                | 37º               | 7,395  | $60,000  |
| 35      | Willian Cardoso      | 25º              | 5º               | -                | -                | 25º              | -                | -                | -                | -                | -                 | 6,200  | $30,500  |
| 36      | Tiago Pires          | 25º              | 13º              | INJ              | INJ              | INJ              | INJ              | INJ              | INJ              | INJ              | INJ               | 5,250  | $17,000  |
| 37      | Owen Wright          | 25º              | 25º              | INJ              | INJ              | INJ              | INJ              | INJ              | INJ              | INJ              | 9º                | 4,000  | $16,000  |
| 38      | Heitor Alves         | -                | -                | -                | 25º              | -                | -                | -                | -                | -                | -                 | 1,750  | $9,000   |

Fonte

### Ranking feminino
| Posição | Surfista           | WCT 1 (Detalhes) | WCT 2 (Detalhes) | WCT 3 (Detalhes) | WCT 4 (Detalhes) | WCT 5 (Detalhes) | WCT 6 (Detalhes) | WCT 7 (Detalhes) | WCT 8 (Detalhes) | Pontos | Prêmio  |
| ------- | ------------------ | ---------------- | ---------------- | ---------------- | ---------------- | ---------------- | ---------------- | ---------------- | ---------------- | ------ | ------- |
| 1       | Carissa Moore      | 3º               | 1º               | 1º               | 5º               | 3º               | 1º               | 3º               | 1º               | 59,500 | $90,500 |
| 2       | Tyler Wright       | 1º               | 2º               | 2º               | 9º               | 1º               | 3º               | 2º               | 5º               | 55,700 | $83,000 |
| 3       | Sally Fitzgibbons  | 2º               | 3º               | 5º               | 3º               | 2º               | 5º               | 1º               | 2º               | 52,200 | $77,000 |
| 4       | Courtney Conlogue  | 5º               | 5º               | 3º               | 1º               | 5º               | 2º               | 5º               | 5º               | 45,300 | $66,500 |
| 5       | Stephanie Gilmore  | 3º               | 3º               | 5º               | 3º               | INJ              | 9º               | 5º               | 9º               | 37,900 | $48,000 |
| 6       | Coco Ho            | 9º               | 5º               | 13º              | 2º               | 9º               | 5º               | 9º               | 3º               | 36,900 | $53,500 |
| 7       | Lakey Peterson     | 9º               | 9º               | 3º               | 5º               | 5º               | 9º               | 3º               | 9º               | 35,400 | $51,000 |
| 8       | Bianca Buitendag   | 5º               | 9º               | 13º              | 9º               | 3º               | 5º               | 13º              | 5º               | 31,850 | $48,500 |
| 9       | Pauline Ado        | 5º               | 13º              | 9º               | 13º              | 9º               | 3º               | 5º               | 9º               | 30,650 | $47,500 |
| 10      | Laura Enever       | 9º               | 9º               | 13º              | 9º               | 5º               | 5º               | 13º              | 13º              | 25,900 | $44,500 |
| 10      | Alana Blanchard    | 5º               | 5º               | 9º               | 13º              | 13º              | 9º               | 9º               | 13º              | 25,900 | $44,500 |
| 12      | Paige Hareb        | 13º              | 5º               | 5º               | 13º              | 9º               | 13º              | 13º              | 5º               | 24,850 | $45,000 |
| 13      | Malia Manuel       | 13º              | 13º              | 9º               | 5º               | 5º               | 13º              | 9º               | 13º              | 33,650 | $44,000 |
| 14      | Sage Erickson      | 13º              | 13º              | 13º              | 9º               | 13º              | 13º              | 5º               | 3º               | 22,700 | $45,000 |
| 15      | Silvana Lima       | 9º               | 13º              | 5º               | 13º              | 13º              | 9º               | 13º              | 9º               | 22,450 | $43,000 |
| 16      | Rebecca Woods      | 13º              | 13º              | 13º              | 5º               | 13º              | 13º              | 13º              | 13º              | 15,700 | $41,500 |
| 17      | Sofia Mulanovich   | 13º              | 13º              | 13º              | 13º              | INJ              | 13º              | 9º               | 13º              | 14,500 | $35,500 |
| 18      | Felicity Palmateer | -                | 9º               | -                | -                | -                | -                | -                | -                | 3.300  | $9,500  |
| 18      | Alessa Quizon      | -                | -                | -                | -                | 9º               | -                | -                | -                | 3.300  | $9,500  |
| 20      | Dimity Stoyle      | 13º              | -                | -                | -                | -                | -                | -                | -                | 1,750  | $5,000  |
| 20      | Zoe Clarke         | -                | -                | 13º              | -                | -                | -                | -                | -                | 1,750  | $5,000  |
| 20      | Ella Williams      | -                | -                | -                | 13º              | -                | -                | -                | -                | 1,750  | $5,000  |
| 20      | Alize Arnaud       | -                | -                | -                | -                | 13º              | -                | -                | -                | 1,750  | $5,000  |
| 20      | Phelippa Anderson  | -                | -                | -                | -                | 13º              | -                | -                | -                | 1,750  | $5,000  |
| 20      | Leila Hurst        | -                | -                | -                | -                | -                | 13º              | -                | -                | 1,750  | $5,000  |
| 20      | Lee-Ann Curren     | -                | -                | -                | -                | -                | -                | 13º              | -                | 1,750  | $5,000  |
| 20      | Teresa Bonvalot    | -                | -                | -                | -                | -                | -                | -                | 13º              | 1,750  | $5,000  |

Fonte

## Formato de disputa das etapas
Depende das condições climáticas corretas para que uma etapa ocorra. Por este motivo, as etapas não tem dias determinados para ocorrer, mas sim janelas de tempo, nas quais as disputas são travadas nos dias de melhores condições.
Rodadas do Circuito WT masculino:
1ª rodada (não eliminatória): 36 surfistas são divididos em 12 baterias, com três atletas em cada. Os vencedores das 12 sessões avançam diretamente para a terceira rodada. Esta disputa não é eliminatória e quem fica em segundo e terceiro lugares vai disputar a primeira repescagem.
2ª rodada (1ª repescagem): reúne 24 competidores que não venceram suas baterias na primeira fase. São 12 sessões, com dois surfistas em cada uma delas. Quem vence vai para a terceira rodada, enquanto os perdedores são eliminados, terminando a disputa na 25ª colocação (a pior).
3ª rodada: reúne 12 baterias com dois surfistas cada. Os vencedores passam para a quarta rodada.
4ª rodada (não eliminatória): reúne 12 surfistas distribuídos em quatro baterias, com três atletas cada. Os vencedores passam diretamente para as quartas de final. Aqueles que ficam em segundo e terceiro lugares vão disputar a segunda repescagem da competição.
5ª rodada (2ª repescagem): disputada em quatro baterias, com dois atletas cada. Os vencedores vão para as quartas de final.
Rodadas do Circuito WT feminino:
1ª rodada (não eliminatória): 18 surfistas são divididas em 6 baterias, com três atletas em cada. As vencedoras das 6 sessões avançam diretamente para a terceira rodada. Esta disputa não é eliminatória e quem fica em segundo e terceiro lugares vai disputar a primeira repescagem.
2ª rodada (1ª repescagem): reúne 12 competidoras que não venceram suas baterias na primeira fase. São 6 sessões, com duas surfistas em cada uma delas. Quem vence vai para a terceira rodada, enquanto os perdedoras são eliminadas, terminando a disputa na 13ª colocação (a pior).
3ª rodada (não eliminatória): reúne 12 surfistas distribuídos em quatro baterias, com três atletas cada. As vencedoras passam diretamente para as quartas de final. Aquelas que ficam em segundo e terceiro lugares vão disputar a segunda repescagem da competição.
4ª rodada (2ª repescagem): disputada em quatro baterias, com duas atletas cada. As vencedoras vão para as quartas de final.
Quartas de final: quatro baterias, com dois surfistas cada. Os vencedores avançam às semifinais.
Semifinais: duas baterias, com dois atletas cada. Os dois vencedores avançam a final.
Final: A etapa é decidida em um confronto direto através de uma bateria.

## Pontuação das baterias
Os novos critérios de julgamento da ASP foram implementados em todos os  eventos da ASP a partir de 2005. 
As baterias geralmente duram 30 minutos, mas podem ter esta duração ampliada, caso as condições do mar não estejam boas, possibilitando que os surfistas tenham a chance de pegar mais ondas. Os surfistas podem pegar no máximo 15 ondas por bateria. Mas na soma de pontos, apenas as duas maiores são consideradas na nota final. A pontuação de cada onda vai de 0.0 a 10.0. Com isso, o máximo de pontos que um atleta pode atingir em uma sessão é 20.0. 
Para cada onda, o grupo de cinco juízes atribui suas notas segundo os critérios abaixo: 
- Comprometimento e grau de dificuldade;
- Inovação e progressão das manobras;
- Combinação de manobras fortes/expressivas;
- Variedade de manobras/repertório;
- Velocidade, força e fluidez.

Certos aspectos do surf pontuam mais, dependendo da localização e das condições ou mudanças das condições durante o dia.
Cada juiz dá sua nota e a melhor e a pior são cortadas. A média entre as três notas restantes é a nota final da onda surfada pelo atleta.
Escala de notas:
- [0.0 – 1.9: Fraca]
- [2.0 – 3.9: Regular]
- [4.0 – 5.9: Média]
- [6.0 – 7.9: Boa]
- [8.0 – 10.0: Excelente]

..

## Sistema de prioridades
Existe um sistema de prioridade nas baterias. A regra da prioridade não existe na 1ª rodada do ASP World Tour porque são realizadas baterias com três surfistas. A prioridade foi feita apenas para baterias homem-a-homem que se iniciam apenas na 2ª rodada. A regra da prioridade foi instituída em meados da década de 1980 e tem sido modificada ao longo dos anos com objetivo de melhorar cada vez mais o surf competitivo.
O surfista que chegou primeiro no outside ou lineup tem a prioridade de escolher a primeira onda e surfar para ambos os lados a onda escolhida, se ele quiser exercer. Desta forma, se o surfista com prioridade remar na onda e entrar nela, o outro surfista deve sair da onda sem atrapalhá-lo. Caso a prioridade não seja respeitada, o surfista que causou a interferência receberá zero pontos pela onda surfada e será penalizado com a anulação da segunda maior nota dele, computando apenas uma onda na nota final.
Um surfista perderá a prioridade assim que ele pegar uma onda e suas mãos deixarem a borda da prancha se preparando para se levantar. No caso em que ambos os surfistas concluírem uma onda até o inside, o primeiro surfista que retornar ao lineup receberá a prioridade. A Prioridade é indicada pela cor do disco de sinalização posicionado no palanque do evento..